# Sveriges kristna ungdomsråd
Sveriges Kristna Ungdomsråd, SKUR ett ekumeniskt nätverk inom Sveriges Kristna Råd. I SKUR nätverket ingår ett tiotal olika kristna ungdomsorganisationer och samfund som jobbar med barn och unga. Sammankallande för nätverket är en Konsulent barn och ungdom som är anställd person på Sveriges Kristna Råd, för närvarande innehar Samuel Hummerdal denna tjänst. Nätverket träffas en till två gånger per termin, för att utbyta erfarenheter, diskutera olika utmaningar som är gemensamma för alla kristna organisationer som arbetar med barn och ungdomar samt för samtala relevanta ämnen. 
Sveriges Kristna Råd är medlemmar i Ecumenical Youth Council in Europe – EYCE, som är motsvarigheten till Sveriges Kristna Ungdoms Råd i Europa.  EYCE, är ett ekumeniskt nätverk för unga kristna, nätverket grundades 1968, och första mötet hölls i Sverige år 1969.  Syftet med EYCE är att stärka unga kristna och sträva efter enhet i kristenheten, nätverket har ledorden: fred, integritet och skapelse.

## Deltagare i nätverket[1]

### Kristna barn- och ungdomsorganisationer
- Sveriges Unga Katoliker (SUK)
- Equmenia
- Svenska Kyrkans Unga
- Salt - barn och unga i EFS
- Pingst Ung
- Ungdoms OAS
- Kristen Idrottskontakt (KRIK)
- Ny Generation (NG)
- Evangelisk Luthersk Mission Ungdom
- REACH[4]

### Samfund
- Frälsningsarmen
- Evangeliska Frikyrkan